# Спільне (журнал)
Журнал социальной критики «Спільне» — украинский левый интеллектуальный журнал, основанный социальными аналитиками и активистами в марте 2009 года. Позиционирует себя как некоммерческое издание, принципиально не аффилированное ни с одной политической партией или организацией. Входит в сеть европейских культурологический журналов Eurozine. В рамках проекта работает интернет-портал commons.com.ua и регулярно выходил «толстый журнал».
В октябре 2015 года журнал занял первое место в рейтинге украинских научно-популярных журналов по версии веб-портала Science-Community.org.

## Идея и концепция
Позиция журнала — левая и антикапиталистическая. Тем не менее, издание позиционирует себя прежде всего аналитическим, а не пропагандистским. Как отмечалось в первом описании журнала на сайте:

Наша задача — анализ и критика: подчеркивание социальных проблем, определение их причин и поиск средств для их решения, а также — проблематизация господствующих отношений и нарушение status quo. Это не значит, что мы якобы за «возвращение назад в СССР» — в прошлое, которое уже никогда не повторится, независимо от того, как мы к нему относимся. Так же мы не «против демократии» — если, конечно, понимать под ней власть всего народа, а не только привилегированной его части
Оригинальный текст (укр.)Наше завдання — аналіз та критика: увиразнення соціальних проблем, визначення їхніх причин і пошуки засобів для їх вирішення, а також — проблематизація панівних стосунків та порушення status quo. Це не означає, що ми буцімто за „повернення назад до СРСР“ — минулого, яке вже ніколи не повториться, незалежно від того, як ми до нього ставимося. Так само ми не „проти демократії“ — якщо, звісно, розуміти під нею владу всього народу, а не лише привілейованої його частини

Среди причин, побудивших к основания журнала, назывались следующие:

мы видим недостаток в качественном левом анализе, направленного на решение практических задач, которые стоят на повестке дня социальной борьбы здесь и сейчас в нашей стране и во всем мире. Мы видим разрыв между существующими левыми теориями и практикой низовых общественных движений, которая не получает удовлетворительного анализа. Мы видим недостаток в привлечении как практического опыта, так и теоретических дискуссий из других регионов планеты и одновременно недостаточность информации о важных событиях низовой социальной борьбы в Украине на английском языке. Нас беспокоит небольшое количество украиноязычных левых текстов, в то время как стереотип, что «левый» = «пророссийский» до сих пор широко распространен. Нам также не хватает информационного ресурса не привязанного к сектантским конфликтам через мелкие политические амбиции.
Оригинальный текст (укр.){{{2}}}

Основная концепция журнала следует идеи американского социолога Майкла Буравого об органической публичной социологии. То есть такой социальной науке, которая не ограничивается публичностью в форме комментариев и объяснений общественности вопросов общественной важности, а работает в тесных связях с местной общественностью, протестным сообществом.
За годы существования журнала вышло 12 печатных номеров, посвященных разным темам:
1. «Криминализация социальных проблем»[6],
2. «Трансформации городского пространства»[7],
3. «Политика образования»[8],
4. «Классовая эксплуатация и классовая борьба»[9],
5. «Политэкономия расизма»[10],
6. «Гендер и труд»[11],
7. «Второй мир» (о постсоциалистических трансформациях на пространстве бывшего Восточного блока)[12],
8. «Религия: между эксплуатацией и эммансипацией»[13],
9. «Майдан: взгляд слева»[14],
10. «Война и национализм»[15],
11. «Революция: история и будущее»[16],
12. «Пространство и неравенство».

В десятилетний юбилей журнала редакция объявила, что 12 выпуск будет последним, и в дальнейшем «Спільне» будет работать только в онлайн-формате.

## Организация
Идея создать журнал социальной критики «Спільне» зародилась в сети «Левая мысль» (укр. «Ліва думка»), в среде молодых левых исследователей, активистов, преподавателей и студентов, преимущественно из Национального университета «Киево-Могилянская академия». Среди учредителей журнала были, в частности, Анастасия Рябчук, Владимир Ищенко и Тамара Марценюк. 24 марта 2009 года начал работать интернет-портал, и одновременно с этим началась подготовка первого печатного выпуска журнала, вышедшего в апреле 2010 года.
В первые годы существования журнала четкого состава редакции не было, обсуждение и согласование материалов происходили в гугл-группе liva_dumka. Впоследствии была выделена редколлегия, состав которой неоднократно менялся. Главный (ответственный) редактор выбирается под каждый отдельный тематический выпуск, для сайта главного редактора нет. Перевод иноязычных материалов сначала также осуществлялся преимущественно коллективно, но впоследствии практика изменилась.
Финансирование журнала производится в основном за счет грантов, в частности, Фонда Генриха Белля и Фонда Розы Люксембург. Размер тиражей около тысячи экземпляров. Деньги, вырученные за продажу экземпляров, идут на покрытие организационных расходов.
В первые годы своего существования «Спільне» тесно сотрудничало с Центром исследования общества и Центром визуальной культуры, журналами «Політична критика» и «Просторы», позже — с Центром социальных и трудовых исследований. Ряд членов редакции принимали или принимают участие в деятельности левых организаций, прежде всего «Социального руха» и независимого студенческого профсоюза «Прямое действие». Кроме того, «Спільне» наладило сотрудничество с левыми исследователями в украинской диаспоре, в частности с Марко Бойцуном и Джоном-Полом Химкой.
Издание также сотрудничало с зарубежными социально-критическими журналами левого толка, такими как «Скепсис» в России, «Прасвет» в Беларуси, «New Left Review» в Великобритании. Является партнером общеевропейской сети культурологических журналов Eurozine.
За годы своего существования журнал «Спільне» выступил соорганизатором ряда конференций и издания нескольких книг, включая исследование левых партий и движений современной Европы. В 2019 году журнал начал ежегодную конференцию «Фейербах 11», которая объединяет исследователей и активистов для обмена знаниями и опытом и обсуждения социально-экономических и политических проблем Украины.
В июле 2023 года умер член редакционной команды журнала экономист Александр Кравчук. Отражая полномасштабное российское вторжение против Украины, погибли несколько авторов сайта «Спільне»: популяризатор науки и журналист Евгений Осиевский, российский анархист и антрополог Дмитрий Петров, юрист Юрий Лебедев.

## Интернет-портал
На сайте размещены материалы, переводы и интервью (на украинском и русском языках) таких авторов, как Луи Альтюссер, Самир Амин, Перри Андерсон, Ханна Арендт, Жильбер Ашкар, Ален Бадью, Этьен Балибар, Зигмунт Бауман, Даниэль Бенсаид, Вальтер Беньямин, Стаффорд Бир, Джеймс Блаут, Марко Бойцун, Патрик Бонд, Гарри Браверман, Тити Бхаттачарья, Майкл Буравой, Пьер Бурдье, Иммануил Валлерстайн, Лоик Вакан, Эрик Вульф, Эдуардо Галеано, Питер Гелдерлоос, Дэвид Гребер, Стивен Джей Гулд, Георгий Дерлугьян, Хэл Дрейпер, Джон Дьюи, Сергей Жадан, Славой Жижек, Терри Иглтон, Алекс Каллиникос, Рышард Капущинский, Корнелиус Касториадис, Наоми Кляйн, Рэндалл Коллинз, Пол Кругман, Ричард Лахман, Михаэль Леви, Ричард Левонтин, Ли Миньци, Марсель ван дер Линден, Роза Люксембург, Чарльз Райт Миллс, Джордж Монбио, Чайна Мьевиль, Тони Негри, Бертел Оллман, Мишель Онфре, Гарольд Пинтер, Никос Пуланзас, Эрик Олин Райт, Жак Рансьер, Андрей Репа, Роман Роздольский, Арундати Рой, Стивен Роуз и Хилари Роуз, Эдвард Саид, Беверли Сильвер, Чарльз Тилли, Альберто Тоскано, Энцо Траверсо, Реймонд Уильямс, Марк Фишер, Андре Гундер Франк, Дэвид Харви, Джон-Пол Химка, Эрик Хобсбаум, Ноам Хомский, Артем Чапай, Умберто Эко, Барбара Эренрейх и т. д.

## Нападения ультраправых
Члены редакции «Спільне» подвергались физическому насилию со стороны неонацистов.
Так, 1 декабря 2012 года было совершено нападение на презентацию «Спільне» в Тернополе. Десять неонацистов напали на четырёх организаторов мероприятия в Тернопольском областном краеведческом музее, использовав как оружие газовые баллоны, стулья и подручные канцелярские принадлежности. По свидетельствам пострадавших, к нападению причастен член радикальной националистической политической партии «Свобода», который за несколько дней до мероприятия угрожал организаторам и мобилизовал других участников нападения, в частности футбольных болельщиков ФК «Нива». Согласно сообщению интернет-газеты Тернополя «Доба», ответственность за нападение взяли на себя представители радикальной националистической организации «Тризуб» им. Степана Бандеры.